# Funcție surjectivă
O funcție {\displaystyle f:A\rightarrow B} se numește surjectivă dacă oricare element al mulțimii de valori a funcției este imaginea prin funcție a unui element din domeniul funcției. Simbolic pentru orice {\displaystyle y\in B,\exists x\in A} astfel încât {\displaystyle f(x)=y}.